# Psaumis
Psaumis is een geslacht van kreeftachtigen uit de klasse van de Malacostraca (hogere kreeftachtigen).

## Soorten
- Psaumis cavipes (Dana, 1852)
- Psaumis fossulata (Girard, 1859)